# Жуков Георгій Костянтинович
Гео́ргій Костянти́нович Жу́ков (рос. Георгий Константинович Жуков; 19 листопада [1 грудня] 1896, Стрєлковка, Малоярославецький повіт, Калузька губернія, Російська імперія — 18 червня 1974, Москва, РРФСР, СРСР) — радянський полководець, політичний і державний діяч, Маршал Радянського Союзу (1943), чотириразовий Герой Радянського Союзу (1939, 1944, 1945, 1956), кавалер двох орденів «Перемога» (1944, 1945). Міністр оборони СРСР (1955—1957).
Після смерті Йосипа Сталіна перший заступник міністра оборони Радянського Союзу. Кандидат у члени ЦК КПРС у 1941—1946 та 1952—1953 роках. Член ЦК КПРС у 1953—1957 роках. Кандидат у члени Президії ЦК КПРС з 27 лютого 1956 по 29 червня 1957 року. Член Президії ЦК КПРС з 29 червня по 29 жовтня 1957 року. Депутат Верховної ради СРСР I, II, III, IV скликань. 1957 року виключений з складу ЦК КПРС та знятий з усіх постів в армії, 1958 року — відправлений у відставку.

## Біографія

### Рання кар'єра

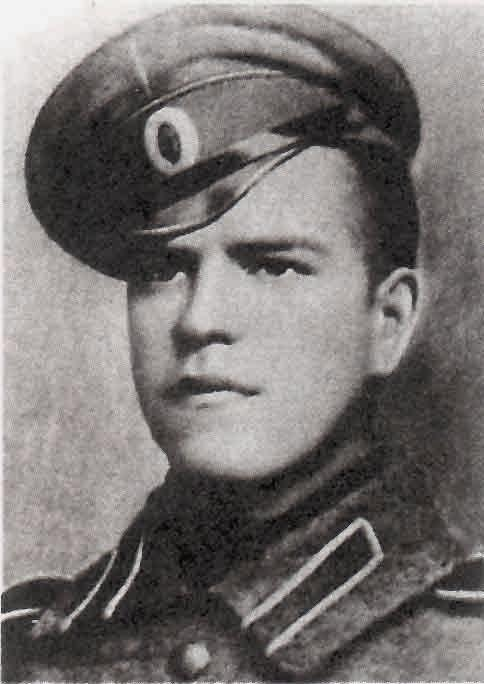
Унтер-офіцер Георгій Жуков. 1916

Народився в селі Стрелковщина Калузької губернії в родині селянина Костянтина Артемовича Жукова (1851—1921). Після закінчення трьох класів церковноприходської школи (з похвальним листом) відданий в учні в кушнірську майстерню в Москві. Працював у майстерні кушніра; закінчив вечірні курси міського училища.
7 серпня 1915 року призваний до армії Російської імперії та відібраний в кавалерію. Після навчання на кавалерійського унтер-офіцера в кінці серпня 1916 року потрапив на Південно-Західний фронт в 10-й Новгородський драгунський полк. За захоплення німецького офіцера нагороджений Георгіївським хрестом 4-го ступеня. У жовтні отримав важку контузію та частково втратив слух, після чого отримав направлення в запасний кавалерійський полк. За поранення в бою удостоївся Георгіївського хреста 3-го ступеня. Після розпуску ескадрону в грудні 1917 року повернувся до Москви, потім в село до батьків, де довго хворів на спершу висипний, а потім поворотний тиф, що затягнулось майже на півроку.
У Червоній Армії з серпня 1918 року. 1 березня 1919 року став членом ВКП(б). У Громадянську війну воював на Східному, Західному та Південному фронтах проти уральських козаків, під Царицином, з військами Денікіна та Врангеля. У травні-червні 1919 року в складі 1-ї Московської кавалерійської дивізії відправився на Урал, брав участь у боях з козаками в районі станції Шипово, в червні-серпні того ж року — в боях за Уральськ, потім в боях в районі станції Володимирівка та міста Ніколаєвська. У вересні-жовтні 1919 року брав участь в боях під Царицином, потім між Заплавним та Середня Ахтуба (поряд з нинішнім р. Волзький), де був поранений осколками гранати. Після закінчення Рязанських кавалерійських курсів восени 1920 року призначений командиром взводу, потім ескадрону; в серпні 1920 року брав участь у боях з десантом Улагая під Екатеринодаром, в грудні 1920 — серпні 1921 року придушував селянське повстання на Тамбовщині («антоновщіна»).
За участь у придушенні Антонівського повстання був нагороджений 1922 року орденом Червоного Прапора з формулюванням: «в бою під селом В'язова Пошта Тамбовської губернії 5 березня 1921 р., незважаючи на атаки противника силою 1500—2000 шабель, він з ескадроном протягом 7 годин стримував натиск ворога і, перейшовши потім у контратаку, після 6 рукопашних сутичок розбив банду».

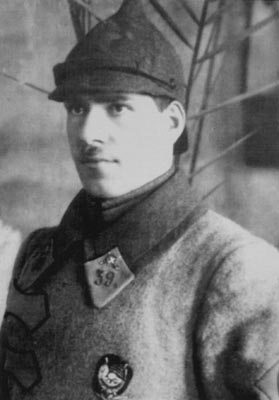
Г. К. Жуков. Командир 39-го Бузулукського кавалерійського полку 7-ї Самарської кавалерійської дивізії

З кінця травня 1923 року вступив в командування 39-м полком 7-ї Самарської кавалерійської дивізії, 1924 року направлений у Вищу кавалерійську школу у Ленінград.
З 1926 року п'ять років викладав військово-допризовну підготовку в Білоруському державному університеті.
1929 року закінчив курси вищого начальницького складу РСЧА, з травня 1930 року командував близько року 2-ю бригадою 7-ї Самарської кавдивізії, яку очолював тоді Рокоссовський, далі служив в Білоруському військовому окрузі під командуванням І. П. Уборевича. Потім був помічником інспектора кавалерії Червона армія, командиром 4-ї кавалерійської дивізії (1933—1937), 3-го і 6-го кавалерійського корпусу, з липня 1938 року — заступником командувача БВО. У період репресій 1937—1938 років відбулися збори парторганізації 6-го кавкорпуса, на якому розбиралися заяви від деяких політпрацівників та командирів про «ворожі методи комкора Жукова у вихованні кадрів». Однак партактив ухвалив рішення: «Обмежитися обговоренням питання та взяти до відома пояснення товариша Жукова Г. К.».

#### Бойові дії на Халхін-Голі
З 5 червня 1939 року — командувач 1-ї армійською групою радянських військ в МНР, війська якої у серпні 1939 року розгромили японську Квантунську армію на річці Халхін-Гол. Ця операція стала першим прикладом застосування на практиці теорії глибокої операції — скоординованої дії всіх родів військ: концентрованого удару артилерії та авіації, танкового прориву і швидкого наступу, передвістивши, таким чином, характер більшості боїв Другої світової війни. На думку деяких істориків, саме завдяки розгрому Квантунської армії на Халхин-Голі Японія утрималась від нападу на Радянський Союз під час Другої світової війни.
28 серпня 1939 року за розгром японських військ на Халхин-Голі комкор Жуков отримав першу золоту зірку та звання Герой Радянського Союзу.

#### 1940—1941
З червня 1940 року по січень 1941 року командувач військами Київського особливого військового округу (КОВО).
12 січня 1941 року — депутат Верховної Ради УРСР 1-го скликання від Чернівецького сільського виборчого округу Чернівецької області.

### Німецько-радянська війна

#### 1941
З 1 лютого 1941 року до 29 липня 1941 року обіймав посаду Начальника Генерального штабу. Саме під його керівництвом розроблялись плани на випадок війни з Німеччиною, серед яких «Соображения по плану стратегического развертывания сил Советского Союза на случай войны с Германией и ее союзниками» від 15 травня 1941 року. План передбачав упереджувальний удар по німецькій армії в момент її розгортання на кордоні з СРСР з подальшим виходом на Берлін або до Балтійського моря. З початком німецько-радянської війни 22 червня 1941 року ці плани не вдалось реалізувати. Тому дії Жукова в перші дні війни — імпровізація, намагання захопити стратегічну ініціативу, необґрунтовані та не зіставленні з реальними подіями.
З 23 червня Жуков — представник Ставки Головного командування на Південно-Західному напрямку. Під його керівництвом були здійснені спроби переходу в рішучий наступ частин РСЧА, що стали лише серіями невдалих контратак, які завершились поразкою частин РСЧА в прикордонних районах, загибеллю та полоном сотень тисяч радянських солдат, втратою значної частини танків, артилерії та авіації. На початку липня Жуков повернувся до Москви і підключився до групи посилення Західного напрямку, де частини Червоної армії зазнавали одну поразку за одною.
29 липня 1941 року після численних прорахунків, поразок, оточень частин РСЧА Жукова було знято з посади Начальника Генерального штабу та призначено на посаду командувача Резервним фронтом.
Під його керівництвом Резервний фронт в серпні-вересні 1941 отримав одну з перших перемог РСЧА у війні з Німеччиною, звільнивши місто Єльня під час Єльнінської операції (30 серпня — 8 вересня 1941), ліквідувавши зручний плацдарм німців для наступу на Москву. Проте, під час боїв за Єльню Жуков не зреагував вчасно на перегрупування німецьких військ, тому частини 2-ї танкової групи Вермахту під командуванням Гудеріана просунулись з-під Єльні в напрямку Конотопа та в вересні з'єднались з частинами 1-ї танкової групи Кляйста під Лохвицею, тим замкнувши кільце навколо Південно-Західного фронту, що у той час утримував Київ.
З 14 вересня до 6 жовтня Жуков командував Ленінградським фронтом і обороною Ленінграда, при цьому використовуючи жорстокі «драконівські» методи — командирів та солдат, котрі самовільно залишили утримувані ними оборонні позиції, розстрілювали відразу. Радянські війська зупинили наступ німецьких військ, втім не вдалось запобігти оточення міста і блокади Ленінграда, що згодом призвело до численних втрат серед цивільного населення. За різними оцінками протягом блокади загинуло від 600 тисяч до 1,5 мільйона осіб, причому з них приблизно тільки 3 % загинули внаслідок бомбардувань та артобстрілів, а решту 97 % померли від холоду та голоду.
У жовтні 1941 — січні 1942 років Жуков, під безпосереднім керівництвом Сталіна керував обороною Москви. Ціною великих втрат вдалось зупинити наступ німецьких військ і перейти до контрнаступу.

#### 1942
1942 року здійснював безпосереднє командування радянськими військами в чотирьох великих фронтових наступальних операціях:
- Контрнаступ під Москвою (до 7 січня 1942);
- Ржевско-Вяземская операція (8 січня — 20 квітня 1942);
- Перша Ржевско-Сичовська операція (30 липня — 23 серпня 1942);
- Операція «Марс» (також Друга Ржевско-Сичовська операція) (25 листопада — 20 грудня 1942).

Успіх радянських військ під Москвою в грудні 1941 року привів до активного наступу Червоної Армії по всьому фронту. Але вже в січні 1942 року наступ став захлинатися через посилення опору німецьких військ, перебої з підкріпленнями і боєприпасами та переоцінку Ставкою досягнутих успіхів.
В Ржевській битві (8 січня 1942 — 31 березня 1943) за різними оцінками безповоротні втрати Червоної Армії сягали від 500,000 до 800,000 чоловік, санітарні втрати — близько 1 млн чоловік. Солдати прозвали цю кровопролитну битву «ржевською м'ясорубкою».
На посаді заступника головнокомандувача і представника Ставки Жуков брав участь в підготовці Сталінградської битви. Втім, всупереч до поширеної думки, він не здійснював оперативного командування цією операцією, оскільки в цей час командував радянським наступом на Західному напрямку в районі міста Ржев.

#### 1943
18 січня 1943 року Жукову було присвоєне звання Маршал Радянського Союзу.
Протягом 1943 року Жуков координував дії фронтів в операції «Іскра» при прориві блокади Ленінграда. Після прориву блокади Жуков проводить операцію «Полярна Зірка» з метою розгрому німецької групи армій «Північ», визволення Ленінградської області та створення передумов для успішного наступу в Прибалтику. Операція завершилася повним провалом, а війська понесли величезні втрати.
З 17 березня 1943 року перебував на бєлгородському напрямку формування Курської дуги (Воронезький фронт). Під час оборонного і наступального етапів Курської битви координував дії Брянського, Степового і Воронезького фронтів.
Наприкінці серпня-вересні під час Чернігівсько-Полтавської операції Жуков координував дії Воронезького і Степового фронтів задля переслідування ворога, який відходив до Дніпра.

#### 1944
У січні-лютому 1944 року Жуков координував дії 1-го Українського фронту та 2-го Українського фронту у Корсунь-Шевченківський операції.
У процесі проведення операції генерал Конєв звинуватив Жукова і Ватутіна в бездіяльності щодо оточеного німецького угруповання, яка призводила до його прориву з оточення. У результаті звернення Конєва до Сталіна внутрішній фронт оточення був повністю переданий під командування Конєва. Цей епізод ускладнив відносини Жукова і Конєва.
У березні 1944 року після смертельного поранення генерала Ватутіна Жуков очолив 1-й Український фронт, і успішно провів Проскурівсько-Чернівецьку операцію. В ході операції радянські війська захопили значну частину Правобережної України й вийшли до передгір'їв Карпат.
10 квітня Жуков був нагороджений вищим військовим орденом «Перемога» під № 1, за захоплення Правобережної України.
Влітку 1944 року координував дії на Західному напрямку 1-го Білоруського фронту та 2-го Білоруського фронту у операції «Багратіон», також долучався до Львівсько-Сандомірської операції.
29 липня за зразкове виконання завдань Верховного Головнокомандування під час проведення військових операцій Маршал Радянського Союзу Жуков Георгій Костянтинович був нагороджений другою медаллю «Золота Зірка». У листопаді призначений командувачем військ 1-го Білоруського фронту.

#### 1945
На кінцевому етапі війни 1-й Білоруський фронт, під командуванням маршала Жукова, спільно з 1-м Українським під командуванням Івана Конєва провів Вісло-Одерську операцію (12 січня — 3 лютого 1945 року), яка стала однією з найуспішніших військових операцій Червоної армії у Другій світовій війні. В результаті Вісло-Одерської операції радянські війська взяли Варшаву (17 січня 1945), розгромили німецьку групу армій «А».
Незважаючи на те, що фронт Жукова перейшов у наступ на два дні пізніше сусіднього 1-го Українського, темпи наступу 1-го Білоруського фронту настільки перевищили темпи наступу сусідніх двох фронтів, що це призвело до відкриття флангів на 100—150 км з півночі і з півдня від передових частин фронту і збільшення довжини фронту. 10 лютого — 4 квітня 1945 року війська 1-го Білоруського фронту брали участь у Східно-Померанський операції.
Під час Берлінської операції війська 1-го Білоруського фронту повинні були завдати головний удар. У центрі укріпрайону розташовувався найпотужніша багатоешелонована ділянка — Зеєльовські висоти. Битва за Зеєльовські висоти тривало три дні. Німці чинили запеклий опір, радянські війська понесли важкі втрати. Війська 1-го Білоруського фронту обійшли ворога з півночі, після чого гітлерівці були змушені відійти в Хальбскій котел, де і були знищені.
На зовнішньому рубежі берлінського укріпленого району розпочалися затяжні позиційні бої. З Західного фронту на німецько-радянський фронт були переправлені практично всі боєздатні дивізії вермахту.
У штурмі Берліна брало участь шість армій 1-го Білоруського фронту і три армії 1-го Українського фронту.
2 травня командувач обороною Берліна генерал Гельмут Вейдлінг підписав капітуляцію німецьких військ і здався разом із залишками гарнізону в полон.
8 травня 1945 року в 22:43 (9 травня в 0:43 за московським часом) у Карлсхорсті (Берлін) маршал Жуков прийняв від німецького генерал-фельдмаршала Вільгельма Кейтеля капітуляцію військ нацистської Німеччини.
Битва за Берлін вважається однією з наймасштабніших і кровопролитних битв Другої світової війни. Безповоротні втрати радянських військ склали понад 80,000 тисяч чоловік, німецьких військ — понад 600,000 (включаючи понад 400,000 військовополонених).
1 червня 1945 року за зразкове виконання завдань Верховного Головнокомандування під час проведення військових операцій Маршал Радянського Союзу Жуков був нагороджений третьою медаллю «Золота Зірка».
24 червня 1945 року приймав Парад Перемоги на Червоній площі у Москві. Командував парадом маршал Рокоссовський.

### Після війни

Демонтований бюст Г. К. Жукову в Одесі, що знаходився на розі проспектів Небесної Сотні та Академіка Глушка.

Призначений комендантом радянської окупаційної зони в Німеччині, але вже за рік за скоєні на окупованій території воєнні злочини та мародерство знятий з цього посту і призначений на командування спочатку Одеським (ОВО), а згодом ще віддаленішим Уральським військовим округом (УВО)).
Лише після смерті Сталіна повернув собі колишній вплив. Підтримав Хрущова та Маленкова в боротьбі за владу, зігравши ключову роль в арешті і засудженні їхнього головного конкурента — Лаврентія Берії. Пізніше, 1956 року підтримав Микиту Хрущова в боротьбі проти Георгія Маленкова.
Організатор і керівник військових навчань на Тоцькому полігоні 1954 року, де для вивчення можливостей армії в атомній війні від 45 тис. до 60 тис. солдат були піддано впливу радіації після вибуху атомної бомби.
1955 року призначений Міністром оборони СРСР. Один з ініціаторів і організаторів придушення Угорської революції 1956 року.
1957 року Хрущов вивів популярного генерала зі складу ЦК КПРС і відправив Жукова на пенсію. У своїх мемуарах Хрущов наполягав, що Жуков готував військовий переворот.
Після зміщення Хрущова в 1964 році Жукова реабілітували, втім реальної влади він не отримав. 1968 року разом з іншими найвидатнішими полководцями СРСР отримав Почесну зброю із золотим зображенням Державного герба СРСР — нагороду за значний особистий внесок у розбудову збройних сил СРСР,  впроваджену з нагоди їх 50-ї річниці. Натомість, почалось закріплення культу особи Жукова, який тільки посилився після смерті маршала 1974 року.

## Оцінки
- Дуайт Ейзенхауер[9][10][11]:

|                 | Війну в Європі виграно і ООН не завдячує цим жодній людині більше, ніж Маршалу Жукову. Оригінальний текст (англ.) The war in Europe has been won and to no man do the United Nations owe a greater debt than to Marshal Zhukov. |
| — Д. Ейзенхауер | |

|                 | Він був компетентним солдатом. Ніхто не зміг би провести кампанії, які він зміг, і не зміг би пояснити їх так ясно з точки зору власних переваг і слабкостей та ін. Крім того, він був добре тренований, чудовий військовий керівник. Оригінальний текст (англ.) He was a competent soldier. A man could not have conducted the campaigns he did, could not have explained them so lucidly and in terms of his own strength and his own weaknesses and so on, except that he was a well-trained, splendid military leader. |
| — Д. Ейзенхауер | |

|                 | Під час кількох годин, проведених разом у літаку, маршал Жуков і я часто обговорювали воєнні операції... Великим одкровенням для мене була його оповідь російського метода наступу крізь міновані поля. Німецькі міновані поля, прикриті захисним вогнем супротивника, були тактичною перешкодою, що спричинили нам великі втрати і значні затримки у просуванні вперед. Пробиватися крізь них для нас було завжди важко, не зважаючи на те, що наші інженери винайшли різні пристрої для безпечного знешкодження мін. Проте маршал Жуков буденно відповів мені: «Існує два типи мін: протипіхотні та протитанкові. Коли ми впираємося у минне поле, наша піхота продовжує наступ так, ніби мін немає. Ми розглядаємо втрати від протипіхотних мін як такі, що дорівнюють тим, які б ми понесли, якби німці захищали дану територію плотною концентрацією сил замість мінних полів. Але наступаюча піхота не детонує протитанкових мін і тому після того, як піхота закріплюється на плацдармі, що контролював до цього супротивник, за піхотою йдуть сапери і боронять проходи для танків і вантажівок.» Мені ввижалася чітка картина того, що б трапилося з будь-яким американським чи британським командуючим, який би спробував використати подібну тактику, і ще більш яскрава картина того, що заявили б люди з будь якої нашої дивізії, якби ми спробували зробити подібну тактику частиною нашої воєнної доктрини. Американці вимірюють ціну війни людськими життями, а росіяни - загальними витратами нації. Безумовно росіяни розуміють значення моралі, але в їхньому світогляді над мораллю домінує результат і патріотизм, мабуть, навіть фанатизм. Наскільки я міг бачити, Жукова мало турбували методи, які ми вважали життєво важливими для підтримки духу американських військ: системна ротація підрозділів, умови для відпочинку і розваг, короткотермінові відпустки, але перед усім - методи, що дозволяли позбавляти наших бійців ризиків, яких можна було уникнути. Всього того, що було звичайною практикою у нашій армії і було абсолютно невідомим у російській. Оригінальний текст (англ.) During our hours on the plane Marshal Zhukov and I frequently discussed the campaigns of the war... Highly illuminating to me was his description of the Russian method of attacking through mine fields. The German mine fields, covered by defensive fire, were tactical obstacles that caused us many casualties and delays. It was always a laborious business to break through them, even though our technicians invented every conceivable kind of mechanical appliance to destroy mines safely. Marshal Zhukov gave me a matter-of-fact statement of his practice, which was, roughly, “There are two kinds of mines; one is the personnel mine and the other is the vehicular mine. When we come to a mine field our infantry attacks exactly as if it were not there. The losses we get from personnel mines we consider only equal to those we would have gotten from machine guns and artillery if the Germans had chosen to defend that particular area with strong bodies of troops instead of with mine fields. The attacking infantry does not set off the vehicular mines, so after they have penetrated to the far side of the field they form a bridgehead, after which the engineers come up and dig out channels through which our vehicles can go.” I had a vivid picture of what would happen to any American or British commander if he pursued such tactics, and I had an even more vivid picture of what the men in any one of our divisions would have had to say about the matter had we attempted to make such a practice a part of our tactical doctrine. Americans assess the cost of war in terms of human lives, the Russians in the overall drain on the nation. The Russians clearly understood the value of morale, but for its development and maintenance they apparently depended upon overall success and upon patriotism, possibly fanaticism. As far as I could see, Zhukov had given little concern to methods that we considered vitally important to the maintenance of morale among American troops: systematic rotation of units, facilities for recreation, short leaves and furloughs, and, above all, the development of techniques to avoid exposure of men to unnecessary battle-field risks, all of which, although common practices in our Army, seemed to be largely unknown in his. |
| — Д. Ейзенхауер | |

- Маршал Радянського Союзу С. К. Тимошенко[12]:

|                   | Я добре знаю Жукова завдяки спільній тривалій службі, і маю сказати відверто, що тенденція до необмеженої влади й відчуття власної непогрішності у нього ніби в крові. Оригінальний текст (рос.) Я хорошо знаю Жукова по совместной продолжительной службе, и должен откровенно сказать, что тенденция к неограниченной власти и чувство личной непогрешимости у него как бы в крови. |
| — С. К. Тимошенко | |

- Маршал Радянського Союзу К. К. Рокоссовський[13]:

|                       | З Жуковим ми дружили довгі роки. В моїй уяві Георгій Костянтинович Жуков залишиться людиною сильної волі та рішучості, багато обдарованим усіма якостями, що необхідні великому воєначальнику. Оригінальний текст (рос.) С Жуковым мы дружили многие годы. В моем представлении Георгий Константинович Жуков останется человеком сильной воли и решительности, богато одаренным всеми качествами, необходимыми крупному военачальнику. |
| — К. К. Рокоссовський | |

- Головний маршал авіації О. О. Новиков[14]:

|                 | Щодо Жукова я перш за все хочу сказати, що це людина виключно властолюбна й самозакохана, дуже любить славу, шану та догідництво перед ним і терпіти не може заперечень. Оригінальний текст (рос.) Касаясь Жукова, я прежде всего хочу сказать, что он человек исключительно властолюбивый и самовлюбленный, очень любит славу, почет и угодничество перед ним и не может терпеть возражений. |
| — О. О. Новиков | |

- Маршал Радянського Союзу А. І. Єрьоменко[15]:

|                   | Жуков, цей узурпатор і грубіян, ставився до мене дуже погано, просто не по-людському. Він усіх топтав на своєму шляху, але мені діставалося найбільше. Я з товаришем Жуковим вже працював, і знаю його як облупленого. Це людина страшна й недалека. Вищої марки кар'єрист... Слід сказати, що жуковське оперативне мистецтво — це перевага в силах у 5—6 разів, інакше він не буде братися за справу, він не вміє воювати не кількістю, і на крові будує собі кар'єру. Оригінальний текст (рос.) Жуков, этот узурпатор и грубиян, относился ко мне очень плохо, просто не по-человечески. Он всех топтал на своем пути, но мне доставалось больше других. Я с товарищем Жуковым уже работал, и знаю его как облупленного. Это человек страшный и недалекий. Высшей марки карьерист… Следует сказать, что жуковское оперативное искусство — это превосходство в силах в 5-6 раз, иначе он не будет браться за дело, он не умеет воевать не количеством, и на крови строит себе карьеру. |
| — А. І. Єрьоменко | |

- Маршал Радянського Союзу С. С. Бірюзов[15]:

|                 | Від моменту приходу товариша Жукова на посаду міністра оборони в міністерстві оборони створилися нестерпні умови. У Жукова був метод — пригнічувати. Оригінальний текст (рос.) С момента прихода товарища Жукова на пост министра обороны в министерстве обороны создались невыносимые условия. У Жукова был метод — подавлять. |
| — С. С. Бірюзов | |

## Критика та злочини

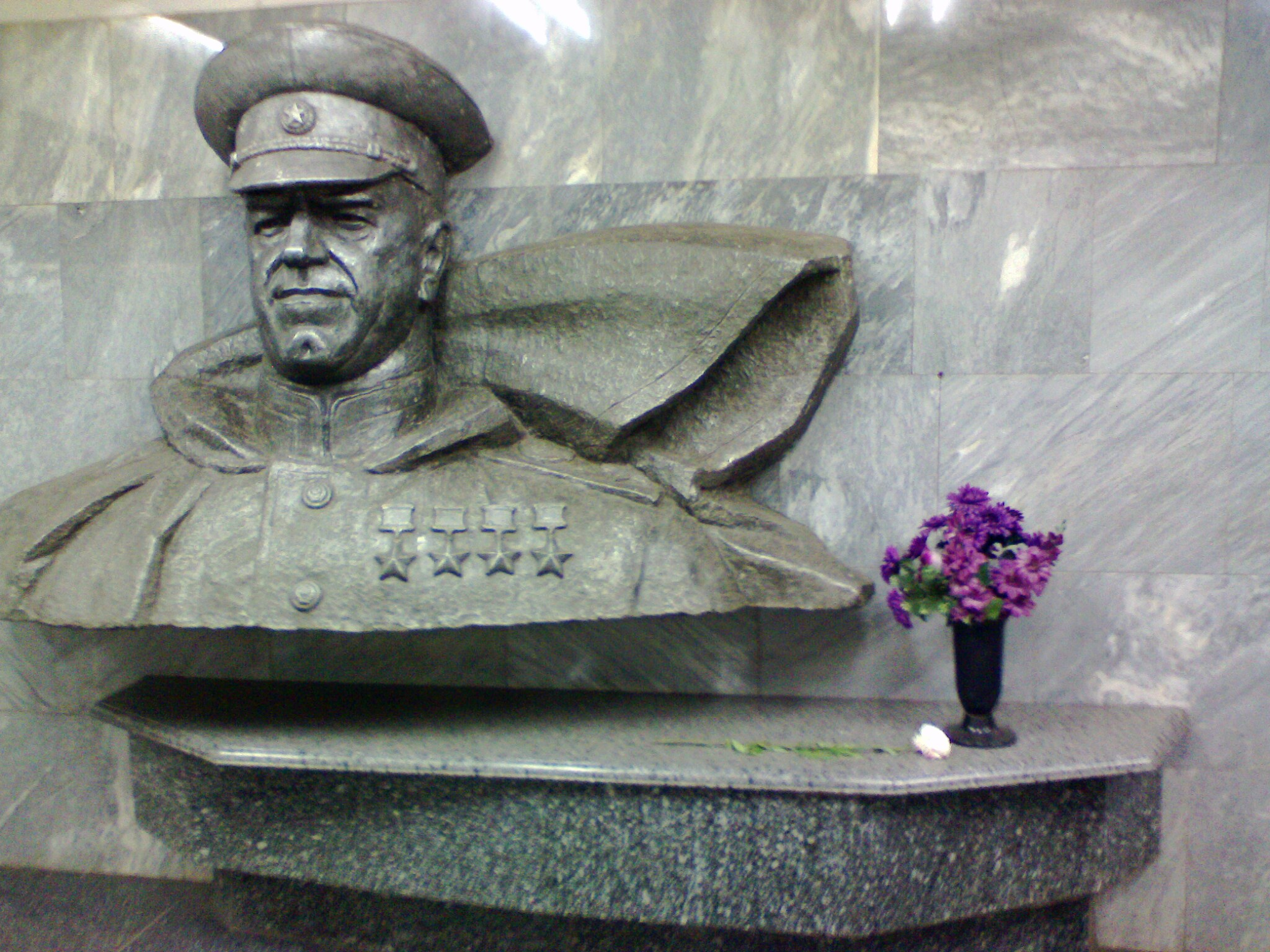
Горельєф у вестибюлі станції метро «Маршала Жукова» в Харкові, Україна. Відкритий в 1997 році.

### Розстріли червоноармійців
Напередодні військової операції по форсуванню Дніпра в Червону Армію масово мобілізовували мешканців навколишніх населених пунктів, в основному українських селян, прозваних у народі «піджачниками», «чорносвитниками», «чорною піхотою», за відсутність будь-якої уніформи і мізерне військове спорядження. Радянська влада вважала, що ці люди мають власною кров'ю «змити ганьбу перебування на окупованій території». У результаті з близько 300 тисяч нашвидкуруч мобілізованих «піджачників» в операції по форсуванню Дніпра загинуло 250—270 тисяч.
В «Энциклопедии военного искусства» наводиться епізод: «На початку серпня 1939 року Г. Жуков поїхав на Далекий Схід захищати від 6-ї японської армії монгольський кордон. Разом із ним з Москви приїхала група слухачів військових академій — офіцерський резерв. Жуков знімав і розстрілював тих, хто, на його думку, не відповідав займаній посаді. На звільнене місце ставив людину з резерву, яка в разі найменшого промаху, як і його попередник, діставала кулю в потилицю».
Під час оборони Москви в листопаді 1941 року Георгій Жуков віддавав начальникам штабів армій накази особисто виїжджати на фронт і там «щиро, твердою рукою» проводити масові розстріли особового складу Червоної армії. Після таких «нововведень» солдати почали масово здаватися в полон демонізованому радянською пропагандою супротивнику, десятками і сотнями тисяч людей. Наприклад, за півроку, з початку весни і до серпня 1942 в полон здалися більше мільйона радянських солдатів

Бюст Г. К. Жукова в розореній церкві, нині музеї Букринського плацдарму в Переяславі

### Взяття заручників
Після початку німецько-радянської війни, 16 серпня 1941 року з'явився Наказ № 270 Ставки Верховного Головного Командування, який містив вказівки «Расстреливать безжалостно дезертиров, бойцов, сдавшихся в плен. А если они решатся на это, пусть знают, что их семьи будут вынуждены испить самую горькую чашу». Наказ був підписаний головою Державного Комітету оборони Йосипом Сталіним, його заступником В'ячеславом Молотовим, Маршалами Радянського Союзу Семеном Будьонним, Климентом Ворошиловим, Семеном Тимошенко, Борисом Шапошниковим і генералом армії Георгієм Жуковим. Прибувши після цього до Ленінграда як командувач Ленінградським фронтом, очевидно на підставі Наказу № 270 Жуков відправив командувачам арміями Ленінградського фронту і Балтійського флоту «доопрацьовану» шифрограму № 4976: «Роз'яснити всьому особовому складу, що всі сім'ї тих, хто здався ворогові, будуть розстріляні, і після повернення з полону [самі] вони теж будуть розстріляні». Наказ Жукова про взяття заручників було вперше опубліковано в журналі «Начало» № 3 за 1991 рік, в подальшому він був опублікований в газеті «Известия». Згідно з цим наказом у заручниках потенційно опинялися сім'ї бійців і командирів чотирьох армій і авіації Ленінградського фронту, двох корпусів ППО і Балтійського флоту. Загальна кількість військовослужбовців у цих з'єднаннях і об'єднаннях на той час — 516 тисяч, відповідно родичів у них були — мільйони. І ці мільйони Жуков письмовим наказом оголосив потенційними заручниками, які підлягають розстрілу у випадку здачі військовослужбовців в полон. При цьому Жуков не уточнював, кого саме будуть розстрілювати з членів сімей, тобто, наприклад, тільки дружин чи і сестер також? Якщо будуть розстрілювати дітей, то з якого віку? Це вже пізніше, 24 червня 1942 року ДКО прийняв постанову «Про членів сімей зрадників Батьківщини» (№ 1926сс), в якій вносилася ясність щодо цього питання: «Членами семей изменника Родине считаются отец, мать, муж, жена, сыновья, дочери, братья и сестры, если они жили совместно с изменником Родине или находились на его иждивении к моменту совершения преступления или к моменту мобилизации в армию в связи с началом войны.» А у 1941 на підставі цього наказу Жукова начальник Політуправління Балтійського флоту в своїй директиві від 28 вересня 1941 року вимагав від підлеглих йому органів роз'яснювати всьому особовому складу кораблів і частин, що сім'ї червонофлотців і командирів, які перейшли на бік ворога чи здалися в полон, будуть негайно розстрілювати, як сім'ї зрадників Батьківщини.
|  | Лист начальника Головного політичного управління Робітничо-селянського військово-морського флоту армійського комісара II рангу Івана Рогова секретарю Центрального Комітету ВКП(б) Георгію Малєнкова, датований 5 жовтня 1941 р.: Начальник Політичного управління Балтфлоту видав 28.9.41 р. директиву за № 110/с, в якій вказує: «Роз'яснити всьому особовому складу кораблів і частин, що всі сім'ї червонофлотців, червоноармійців і командирів, які перейшли на бік ворога, хто здався в полон ворогові, будуть негайно розстрілювати, як сім'ї зрадників Батьківщини, а також будуть розстрілюватися і всі перебіжчики, які здалися в полон ворогові, після їхнього повернення з полону». Я негайно запросив ПУБалт, на підставі яких вказівок видана директива, що суперечить вказівкам наказу Ставки Верховного Командування Червоної Армії № 270. Член Воєнради ЧБФ т. СМИРНОВ і начальник ПУ КБФ т. ЛЕБЕДЄВ у своїй телеграмі від 4.10.41 р. повідомляють, що директива № 110/с складена на основі шифрограми командувача Ленінградським фронтом т. Жукова за № 4976, в якій сказано: «Роз'яснити всьому особовому складу, що всі сім'ї тих, хто здався ворогові будуть розстріляні і після повернення з полону вони також будуть всі розстріляні». Народному комісару ВМФ т. КУЗНЄЦОВУ і мені невідомо, що п. 2 наказу Ставки № 270 змінено. Вважаю, що шифрограма № 4976 командування Ленінградського фронту суперечить вказівкам наказу № 270 Ставки Верховного Головнокомандування Червоної Армії. Оригінальний текст (рос.) [Письмо начальника Главного политического управления Рабоче-крестьянского военно-морского флота армейского комиссара II ранга Ивана Рогова секретарю Центрального Комитета ВКП(б) Георгию Маленкову, датированное 5 октября 1941 г.: Начальник Политического управления Балтфлота издал 28.9.41 г. директиву за № 110/с, в которой указывает: «Разъяснить всему личному составу кораблей и частей, что все семьи краснофлотцев, красноармейцев и командиров, перешедших на сторону врага, сдавшихся в плен врагу, будут немедленно расстреливаться, как семьи предателей и изменников Родины, а также будут расстреливаться и все перебежчики, сдавшиеся в плен врагу, по их возвращении из плена». Я немедленно запросил ПУБалт, на основании каких указаний издана директива, противоречащая указаниям приказа Ставки Верховного Командования Красной Армии № 270. Член Военсовета КБФ т. СМИРНОВ и начальник ПУ КБФ т. ЛЕБЕДЕВ в своей телеграмме от 4.10.41 г. сообщают, что директива № 110/с составлена на основе шифрограммы командующего Ленинградским фронтом т. Жукова за № 4976, в которой сказано: «Разъяснить всему личному составу, что все семьи сдавшихся врагу будут расстреляны и по возвращении из плена они также будут все расстреляны». Народному комиссару ВМФ т. КУЗНЕЦОВУ и мне неизвестно, что п. 2 приказа Ставки № 270 изменен. Считаю, что шифрограмма № 4976 командования Ленинградского фронта противоречит указаниям приказа № 270 Ставки Верховного Главнокомандования Красной Армии. Соколов, Борис Вадимович (2011), Берия. Судьба всесильного наркома, Астрель, ISBN 978-5-271-35598-1; РГАСПИ, ф. 83, оп. 1, д. 18, л. 18-19.] Помилка: {{Lang}}: текст вже має курсивний шрифт (допомога) |

Цю директиву № 110/с Політуправління Балтійського флоту, «як незаконну», було скасовано лише через півроку — на початку 1942 р. Кількість жертв наказу — не відома. Взяття заручників в сенсі міжнародного права є воєнним злочином і заборонене Гаазькою конвенцією 1907 р., Женевською конвенцією «Про захист цивільного населення під час війни» 1949 р. і Міжнародною конвенцією про боротьбу із захопленням заручників 1979 р. При цьому, практика масового захоплення заручників з числа мирного населення на Росії мала місце ще від часів Громадянської війни, на початку Червоного терору. Головними ініціаторами масового захоплення і вбивств заручників були Ленін, Петровський, Тухачевський та інші, узяття заручників стало частиною внутрішньої політики держави. Рішення щодо взяття заручників було ухвалене ще 23 липня 1918 року Петроградським комітетом РКП(б), разом із рішеннями про Червоний терор та про створення мережі концентраційних таборів, де зокрема утримувалися і родини-заручники.

### Пограбунки на окупованих територіях
Після капітуляції Німеччини Георгій Жуков почав «привласнювати» так звані «трофейні цінності» особисто собі і такими діями «став на шлях мародерства» — заради власного, а не державного збагачення займаючись пограбуваннями населення окупованої Німеччини. Угруповання Жукова «йшло на явні злочини»: зламувало сейфи в ювелірних магазинах, грабувало німецькі замки, особняки, вчиняло інші подібні злочинні дії, внаслідок чого Жуков вивіз з Німеччини близько 100 кілограмів золота і столового срібла (ложки та ін.). Цей факт був встановлений під час проведення обшуку в його квартирі у Москві та на дачі НКВС в Підмосков'ї. Крім виробів з дорогоцінних металів злочинне угруповання Жукова відбирало у німців діаманти, рідкісні килими, картини, тканини, порцеляну, колекційну зброю, меблі і коштовні хутра. З точки зору Комісії ЦК ВКП(б), все це Жуков «привласнював» у «держави-переможниці» СРСР і ешелонами вивозив до Москви. Згідно з Постановою ЦВК і РНК СРСР від 27 липня 1927 року про «Положення про військові злочини», підсудність таких злочинів Жукова мав Військовий трибунал, а стаття 193-28 розділу «Військові злочини» Кримінального кодексу РСФСР у сукупності зі статтею 47 (обставини, які обтяжують покарання: група осіб, корисливі мотиви тощо) — передбачала за такі дії смертну кару з конфіскацією майна:
193-28. Розбій, грабіж, протизаконне знищення майна і насильство, а також протизаконне відбирання майна під приводом воєнної необхідності, що вчиняються по відношенню до населення в районі воєнних дій, тягнуть за собою позбавлення волі на строк не менше трьох років, з конфіскацією майна або без такої, а за наявності обтяжуючих обставин — вищу міру соціального захисту з конфіскацією майна.
Проте в порушення чинних законних норм, замість військового трибуналу дії угруповання Жукова розглянула комісія ЦК ВКП(б), яка констатувала факти злочинів, а самого Жукова визнала таким, що «опустився в політичному і моральному відношенні та підлягає суду». Однак Жуков не розкаявся і брехав на засіданні комісії, намагаючись приховати свою злочинну діяльність. Він стверджував, що власним коштом «купував» коштовності вагонними нормами, що кілька десятків золотих годинників, обручок та інших жіночих ювелірних виробів — це «подарунки», а якщо він і грабував — то виключно в інтересах держави. І навіть за такої нахабної поведінки партійна комісія винесла Жукову «останнє попередження», а як «покарання» перевела його командувати іншим округом. Награбоване в обхід держави Радянська Росія вилучила на свою користь і не повернула Німеччині. Справа Г. Жукова весь час перебувала на особистому контролі Йосипа Сталіна.
|  | Постанова Політбюро ЦК ВКП(б) «Про т. Жукова Г. К., Маршала Радянського Союзу П61/84 20 січня 1948 р. ЦК ВКП(б), заслухавши повідомлення Комісії в складі тт. Жданова, Булганіна, Кузнєцова та Шкірятова, виділеної для розгляду матеріалів, що надійшли в ЦК, про негідну поведінку командувача Одеським військовим округом т. Жукова Г. К., встановив наступне. Тов. Жуков, під час перебування Головкомом групи Радянських окупаційних військ у Німеччині, допустив вчинки, що ганьблять високе звання члена ВКП(б) і честь командира Радянської Армії. Будучи повністю забезпечений з боку держави всім необхідним, тов. Жуков, зловживаючи своїм службовим становищем, встав на шлях мародерства, зайнявшись присвоєнням і вивезенням з Німеччини для особистих потреб великої кількості різних цінностей. З цією метою т. Жуков, давши волю нестримній тязі до користолюбства, використовував своїх підлеглих, які, догоджаючи перед ним, йшли на явні злочини, забирали картини та інші цінні речі в палацах і особняках, зламали сейф у ювелірному магазині в м. Лодзі, вилучивши цінності, які знаходилися в ньому і т. д. У результаті всього цього Жуковим було присвоєно до 70 цінних золотих предметів (кулони і обручки з дорогоцінними каменями, годинники, сережки з діамантами, браслети, брошки і т. д.), до 740 предметів столового срібла і срібного посуду і понад те ще до 30 кілограмів різних срібних виробів, до 50 дорогих килимів і гобеленів, понад 60 картин, які представляють велику художню цінність, близько 3700 м шовку, вовни, парчі, оксамиту і ін. тканин, понад 320 шкурок цінних хутра і т. д. Будучи викликаний в Комісію для дачі пояснень, т. Жуков поводився неналежним для члена партії і командира Радянської Армії чином, у поясненнях був нещирим і намагався всіляко приховати і замазати факти своєї антипартійної поведінки. Зазначені вище вчинки і поведінка Жукова на Комісії характеризує його як людину, що опустився в політичному і моральному відношенні. З огляду на все викладене, ЦК ВКП(б) постановляє: 1. Визнаючи, що т. Жуков за свої вчинки заслуговує виключення з лав партії і засудження, зробити т. Жукову останнє попередження, надавши йому в останній раз можливість виправитися і стати чесним членом партії, гідним командирського звання. 2. Звільнити т. Жукова з посади командувача Одеським військовим округом, призначивши його командувачем одним з менших округів. 3. Зобов'язати т. Жукова негайно здати в Держфонд всі незаконно привласнені їм коштовності і речі. ЦК ВКП(б) РГАСПИ. Ф. 17. Оп. 3. Д. 2198. Лл. 28 - 29. Оригінал. Машинопис. Оригінальний текст (рос.) «Постановление Политбюро ЦК ВКП(б) «О т. Жукове Г.К., Маршале Советского Союза»П61/84 20 января 1948 г.ЦК ВКП(б), заслушав сообщение Комиссии в составе тт. Жданова, Булганина, Кузнецова и Шкирятова, выделенной для рассмотрения поступивших в ЦК материалов о недостойном поведении командующего Одесским военным округом т. Жукова Г.К, установил следующее.Тов. Жуков, в бытность Главкомом группы Советских оккупационных войск в Германии, допустил поступки, позорящие высокое звание члена ВКП(б) и честь командира Советской Армии. Будучи полностью обеспечен со стороны государства всем необходимым, тов. Жуков, злоупотребляя своим служебным положением, встал на путь мародерства, занявшись присвоением и вывозом из Германии для личных нужд большого количества различных ценностей.В этих целях т. Жуков, давши волю безудержной тяге к стяжательству, использовал своих подчиненных, которые, угодничая перед ним, шли на явные преступления, забирали картины и другие ценные вещи во дворцах и особняках, взломали сейф в ювелирном магазине в г. Лодзи, изъяв находящиеся в нем ценности, и т.д.В итоге всего этого Жуковым было присвоено до 70 ценных золотых предметов (кулоны и кольца с драгоценными камнями, часы, серьги с бриллиантами, браслеты, броши и т.д.), до 740 предметов столового серебра и серебряной посуды и сверх того еще до 30 килограммов разных серебряных изделий, до 50 дорогостоящих ковров и гобеленов, более 60 картин, представляющих большую художественную ценность, около 3 700 метров шелка, шерсти, парчи, бархата и др. тканей, свыше 320 шкурок ценных мехов и т.д.Будучи вызван в Комиссию для дачи объяснений, т. Жуков вел себя неподобающим для члена партии и командира Советской Армии образом, в объяснениях был неискренним и пытался всячески скрыть и замазать факты своего антипартийного поведения.Указанные выше поступки и поведение Жукова на Комиссии характеризует его как человека, опустившегося в политическом и моральном отношении.Учитывая все изложенное, ЦК ВКП(б) постановляет:# Признавая, что т. Жуков за свои поступки заслуживает исключения из рядов партии и предания суду, сделать т. Жукову последнее предупреждение, предоставив ему в последний раз возможность исправиться и стать честным членом партии, достойным командирского звания. # Освободить т. Жукова с поста командующего Одесским военным округом, назначив его командующим одним из меньших округов. # Обязать т. Жукова немедленно сдать в Госфонд все незаконно присвоенные им драгоценности и вещи.ЦК ВКП(б)РГАСПИ. Ф. 17. Оп. 3. Д. 2198. Лл. 28 — 29. Подлинник. Машинопись.. |

З точки зору міжнародного права такі дії Жукова є воєнними злочинами, оскільки відділ III Конвенції про закони і звичаї суходільної війни («Про військову владу на території ворожої держави») встановлював, що «приватна власність не підлягає конфіскації» (ст. 46) і що «грабіж безумовно забороняється» (ст. 47). Згідно зі статтею 56 Конвенції, власність громад, установ церковних, благодійних та освітніх, художніх і наукових прирівнювалася до приватної власності. Всяке навмисне захоплення, знищення або пошкодження такої власності «забороняється і повинне підлягати переслідуванню».
Пограбування на окупованих територіях визнано воєнним злочином і у статті 6 Статуту Міжнародного військового трибуналу, підписаного в тому числі і СРСР у Лондоні 8 серпня 1945 року: «Воєнні злочини, а саме: порушення законів чи звичаїв війни. До цих порушень відносяться <…> пограбування громадської чи приватної власності <…> та інші злочини».

### Випробування ядерної зброї на людях
14 вересня 1954 року на Тоцькому полігоні під керівництвом Маршала Радянського Союзу Жукова вперше відбулися військові дослідні навчання з практичним застосуванням ядерної зброї і з залученням до експерименту багатьох людей. Тоді бомбардувальник скинув з висоти 13 кілометрів ядерну бомбу потужністю 40 кілотонн у тротиловому еквіваленті, що дорівнює потужності вибухів у Хіросімі і Нагасакі, «складених» разом. Бомбу було підірвано у повітрі, на висоті 350 метрів над масовим скупченням людей. У результаті багато учасників цих навчань отримали різні дози радіоактивного опромінення. Жертвами навчань із застосуванням атомної бомби стали як військові, забезпечені хоча б мінімальним, але недостатнім захистом, так і цивільні особи, які перебували у військових частинах. Всі вони дали підписку про нерозголошення. Дані про ці випробування досі засекречені, проте приховати важкі наслідки для здоров'я людей виявилося неможливо. Точне число загиблих від наслідків впливу радіації в результаті Тоцьких випробувань досі не встановлено. Відомо, що у зоні Тоцького радіоактивного сліду за 50 років народжуваність знизилася майже в 3 рази, а число вроджених аномалій збільшилося на 60 %. Онкозахворювання в Оренбурзькій області — друга причина смертності населення після серцево-судинних. Всі, хто отримав велику дозу радіації, померли відразу, протягом року. Зараз відомо, що під час ядерних випробовувань на полігоні були війська і, згідно з планом Жукова, одні дивізії оборонялися в умовах реального застосування ядерної зброї, а інші наступали. Загальне число учасників — 45 тисяч людей. Вони оборонялися і наступали в районі, де рівень радіації був настільки високий, що прилади для вимірювання радіації вийшли з ладу і перестали на неї реагувати. Офіційний орган Міністерства оборони Російської Федерації газета «Красная звєзда» 9 липня 1992 року так згадала про ці маневри: «Керівник навчань Г. К. Жуков подякував усім учасникам за майстерність, стійкість і мужність… Такі елементарні запобіжні заходи, як дезактивація техніки, зброї та обмундирування, не застосовувались. У навчаннях брала участь величезна маса людей. Ніякого спеціального медичного спостереження за станом їх здоров'я встановлено не було. Засекречені й забуті, вони жили, як могли, без всякої уваги з боку держави… Кожен дав підписку, клятвено зобов'язавшись мовчати про це протягом 25 років.»

### Збройне придушення повстання

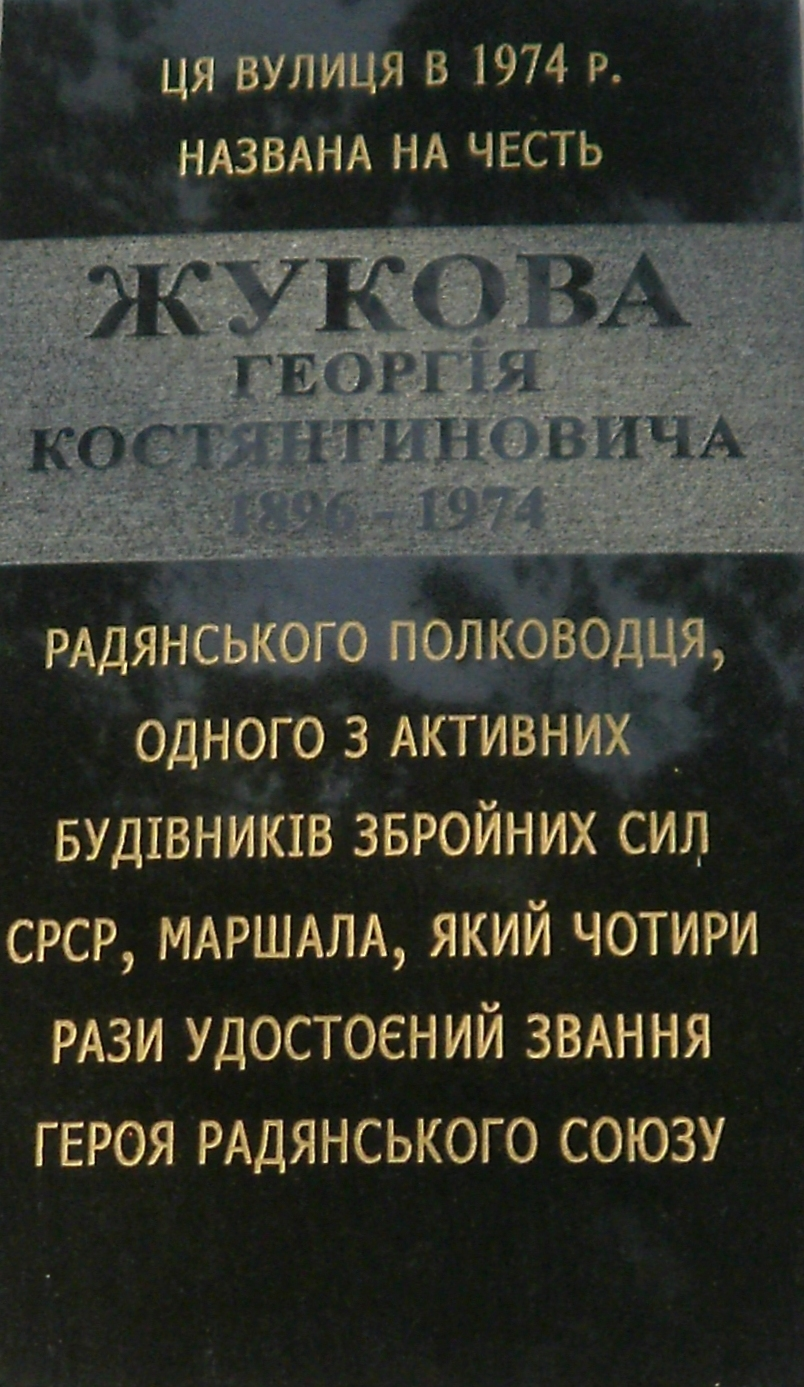
Анотаційна дошка на вулиці Маршала Жукова у Києві

У 1956 році як співорганізатор, Жуков брав участь у подавленні повстання в Угорщині, де «за придушення угорського фашистського заколоту» і отримав 4-у зірку Героя Радянського Союзу. За оцінками ООН, угорську антикомуністичну революцію було придушено силами радянських військ, чисельністю 75-200 тисяч чоловік і 2500 танків. Під час повстання загинули тисячі угорських повстанців і сотні радянських військовослужбовців, значно більше отримали поранення. Майже 200 тисяч жителів покинули Угорщину, як біженці. Масові арешти почалися наприкінці листопада 1956, коли відбулася організація радянських концтаборів, військових судів і розпочалися масові депортації населення в Україну, що згідно з Лондонським Статутом Міжнародного військового трибуналу визнано злочинами проти людяності. 13 травня 2014 року у Будапешті суд визнав винним у воєнних злочинах колишнього високопоставленого діяча Комуністичної партії Угорщини, 92-річного Белу Біску. Він також брав участь у придушенні антирадянського повстання в 1956 році. З огляду на вік комуністичного воєнного злочинця, суд покарав його лише 5.5 роками ув'язнення за участь у розстрілах мирних жителів під час радянсько-угорського придушення повстання в грудні 1956-го. Бела Біску займав пост міністра внутрішніх справ Угорщини з 1957 по 1961 рік. Біску також визнано винним в інших правопорушеннях, у тому числі в запереченні злочинів, вчинених комуністичним режимом.

## Жуков та українське населення
Жукова звинувачують, що він начебто видав таємний наказ № 0078/42 про депортацію всіх українців та членів їх родин до Сибіру. Утім, цей наказ відомий лише з тексту нацистської пропагандистської листівки, яка зберігається в ЦДАГО України, та її численних передруків.
Фелікс Чуєв у своїй книзі «Солдаты империи» (1998) навів з посиланням на генерала Василя Рясного (1904—1995) текст цього «секретного наказу». Походження цього тексту в книзі не конкретизовано:
|  | «ЦІЛКОМ ТАЄМНО. Наказ № 0078/42. 22 червня 1944 р. Москва ПО НАРОДНОМУ КОМІСАРІАТУ ВНУТРІШНІХ СПРАВ СОЮЗУ ТА НАРОДНОМУ КОМІСАРІАТУ ОБОРОНИ СОЮЗУ СРСР Агентурною розвідкою встановлено: За останній час в Україні, особливо в Київській, Полтавській, Вінницькій, Рівненській та інших областях, спостерігається явно ворожий настрій українського населення проти Червоної Армії і місцевих органів Радянської влади. В окремих районах і областях українське населення чинить опір, відмовляється виконувати заходи партії і уряду по відновленню колгоспів і здачі хліба для потреб Червоної Армії. Воно, аби зірвати відбудову колгоспів, по-хижацькому вбиває власну худобу. Щоб зірвати постачання продовольства до Червоної Армії, хліб закопують у ями. У багатьох районах ворожі українські елементи переважно з осіб, що переховуються від мобілізації в Червону Армію, організували в лісах «зелені» банди, які не тільки підривають військові ешелони, а й нападають на невеликі військові частини, а також вбивають місцевих представників комуністичної влади. Окремі червоноармійці та командири, потрапивши під вплив напівфашистського українського населення та мобілізованих червоноармійців із звільнених областей України, стали розкладатися та переходити на бік ворога. З вищевикладеного видно, що українське населення стало на шлях явного саботажу Червоної Армії і Радянської влади і прагне до повернення німецьких окупантів. Тому, з метою ліквідації і контролю над мобілізованими червоноармійцями і командирами звільнених областей України, наказую: 1. Вислати в окремі краї Союзу РСР всіх українців, що проживали під владою німецьких окупантів. 2. Виселення проводити: а) у першу чергу українців, які працювали і служили у німців; б) у другу чергу вислати всіх інших українців, які знайомі з життям під час німецької окупації; в) виселення почати після того, як буде зібраний урожай і зданий державі для потреб Червоної Армії; г) виселення проводити тільки вночі і раптово, щоб не дати сховатися одним і не дати знати членам родини, які знаходяться в Червоній Армії. 3. Над червоноармійцями і командирами з окупованих областей встановити наступний контроль: а) завести в особливих відділах спеціальні справи на кожного; б) усі листи перевіряти не через цензуру, а через особливий відділ; в) закріпити одного секретного співробітника на 5 чоловік командирів і червоноармійців. 4. Для боротьби з антирадянськими бандами перекинути 12 і 25 каральні дивізії НКВС. Наказ оголосити до командира полку включно. Народний комісар внутрішніх справ Союзу РСР - БЕРІЯ Зам. народного комісара оборони Союзу РСР, маршал Радянського Союзу - ЖУКОВ» Оригінальний текст (рос.) «СОВЕРШЕННО СЕКРЕТНО Приказ № 0078/42 22 июня 1944 года г. Москва ПО НАРОДНОМУ КОМИССАРИАТУ ВНУТРЕННИХ ДЕЛ СОЮЗА И НАРОДНОМУ КОМИССАРИАТУ ОБОРОНЫ СОЮЗА СССР Агентурной разведкой установлено: За последнее время на Украине, особенно в Киевской, Полтавской, Винницкой, Ровенской и других областях, наблюдается явно враждебное настроение украинского населення против Красной Армии и местных органов Советской власти. В отдельных районах и областях украинское население враждебно сопротивляется выполнять мероприятия партии и правительства по восстановлению колхозов и сдаче хлеба для нужд Красной Армии. Оно для того, чтобы сорвать колхозное строительство, хищнически убивает скот. Чтобы сорвать снабжение продовольствием Красной Армии, хлеб закапывают в ямы. Во многих районах враждебные украинские элементы преимущественно из лиц, укрывающихся от мобилизации в Красную Армию, организовали в лесах “зеленые” банды, которые не только взрывают воинские эшелоны, но и нападают на небольшие воинские части, а также убивают местных представителей власти. Отдельные красноармейцы и командиры, попав под влияние полуфашистского украинского населения и мобилизованных красноармейцев из освобожденных областей Украины, стали разлагаться и переходить на сторону врага. Из вышеизложенного видно, что украинское население стало на путь явного саботажа Красной Армии и Советской власти и стремится к возврату немецких оккупантов. Поэтому, в целях ликвидации и контроля над мобилизованными красноармейцами и командирами освобожденных областей Украины, приказываю: :1. Выслать в отдельные края Союза ССР всех украинцев, проживавших под властью немецких оккупантов. :2. Выселение производить: ::а) в первую очередь украинцев, которые работали и служили у немцев; ::б) во вторую очередь выслать всех остальных украинцев, которые знакомы с жизнью во время немецкой оккупации; ::в) выселение начать после того, как будет собран урожай и сдан государству для нужд Красной Армии; ::г) выселение производить только ночью и внезапно, чтобы не дать скрыться одним и не дать знать членам его семьи, которые находятся в Красной Армии. :3. Над красноармейцами и командирами из оккупированных областей установить следующий контроль: ::а) завести в особых отделах специальные дела на каждого; ::б) все письма проверять не через цензуру, а через особый отдел; ::в) прикрепить одного секретного сотрудника на 5 человек командиров и красноармейцев. :4. Для борьбы с антисоветскими бандами перебросить 12 и 25 карательные дивизии НКВД. Приказ объявить до командира полка включительно. Народный комиссар внутренних дел Союза ССР БЕРИЯ Зам. народного комиссара обороны Союза ССР, маршал Советского Союза ЖУКОВ » |

Обставини, за яких було знайдено «наказ № 0078/42», а також численні деталі його змісту, оформлення і термінології дають підстави для сумніву щодо автентичності тексту.
Документ, що містить текст цього наказу, виявив 1992 року кандидат історичних наук В. Марочкін, коли працював в Центральному державному архіві громадських об'єднань України. Наказ був оприлюднений у газеті «Літературна Україна» від 27 лютого 1992 р. Відразу після публікації виявилося, що архівний документ не є оригіналом чи офіційною копією наказу. Це німецька пропагандистська листівка, виготовлена 1944 року. Марочкін приховав, що на документі є текст і позначки, які незаперечно свідчать про це. 5 березня 1992 р. «Літературна Україна» надрукувала лист за підписом директора Центрального державного архіву громадських об'єднань Руслана Пирога з роз'ясненням, що в архіві зберігається не оригінал наказу, а лише німецька листівка (ЦДАГО, ф. 1, оп. 70, спр. 997, арк. 91). В коментарях редакція газети відзначила, що враховуючи сталінський геноцид, існування такого документа теоретично є можливим.
На користь версії фальсифікації, зокрема, свідчить той факт, що реально проведені під час війни депортації народів оформлювалися аж ніяк не відомчими наказами рівня наркоматів, а постановами вищого органу влади на той період — Держкомітету Оборони. Щодо українців про таку постанову нічого не відомо. «Наказ № 0078/42» вкрай не конкретний, не встановлює осіб, відповідальних за його виконання, що не притаманно іншим відомим наказам по НКВС і НКО. Крім того, у збройних силах СРСР не відомі частини та з'єднання, що офіційно звалися би «каральними»; наказ по НКВС СРСР № 0078 за 1944 рік датований 26 січня і присвячений зовсім іншим питанням; «особливих відділів» в Червоній Армії, що згадуються в «наказі», у 1944 році вже не існувало; посада Жукова 1944 року називалася «Перший заступник народного комісара», а не просто «Заступник», як у «наказі» тощо.
Історики з Інституту історії України НАН України в багатотомній «Енциклопедії історії України» не розглядають цей наказ як робочу гіпотезу (див. оглядову статтю «Депортації в історії української історії»).
Журналіст Іван Ольховський надрукував інтерв'ю з Юрієм Коваленком, який стверджує, що був присутнім на засіданні перед початком форсування Дніпра, коли на запитання командирів, у що одягнути ці 300 тисяч мобілізованих, Жуков буцімто відповів: «Как во что? В чем пришли, в том воевать будут!». Коли мова зайшла про озброєння призовників Жуков начебто сказав: «Автоматическим оружием этих людей не вооружать! У них же за спиной заградотряды! Дай им 300 тысяч автоматов — и из заградотрядов ничего не останется. Они всех перекосят и чкурнут к немцам. Трёхлинейку им образца 1891 года!». Коли Жукову доповіли, що на складах є тільки 100 тисяч трьохлінійок, а генерал Костянтин Рокоссовський запропонував послати до Москви в Ставку кур'єра, який би попросив допомоги з озброєнням та обмундируванням, за словами Коваленка, Жуков відповів: «Зачем мы, друзья, здесь головы морочим? Нахрена обмундировывать и вооружать этих хохлов? Все они — предатели! Чем больше в Днепре потопим, тем меньше придется в Сибирь после войны ссылать». Втім, як зазначають дослідники, достовірність «спогадів» Коваленка дуже сумнівна.

## Історична роль
Особистість маршала Г. К. Жукова в історичній і публіцистичній літературі знаходить найпротилежніші оцінки.
Доктор історичних наук Андрій Мерцалов зазначав: «Після Сталіна Жуков був другою особою у військовому керівництві СРСР… Не лише Сталіну, але й Жукову був властивий порочний принцип „за всяку ціну“, грубість і самодурство».

## В культурі
2006 шведський рок-гурт Sabaton випустив альбом Attero Dominatus, де в однойменній пісні про Битву за Берлін згадується Жуков.

У травні 2021 року Sabaton випустив кавер і кліп на пісню «Битва за Москву» російського гурту Radio Tapok — «Defence of Moscow», де згадується ім'я Георгія Жукова:
англ. Hear Marshal Zhukov's, and Stalin's orders, Defend the motherland, Moscow shall not fall!

## Твори
- Жуков Г. К. Спогади і роздуми

## Вшанування пам'яті
- 2019 року в Одесі було демонтовано бареєльф Георгія Жукову.
- 17 квітня 2022 року у Харкові під час російського вторгнення в Україну пам'ятник Георгію Жукову було демонтовано[53].